# Trophée de France 1993
Navigation
Édition précédente Édition suivante
Le Trophée de France est une compétition internationale de patinage artistique qui se déroule en France au cours de l'automne. Il accueille des patineurs amateurs de niveau senior dans quatre catégories: simple messieurs, simple dames, couple artistique et danse sur glace. En 1993 il s'appelait également Trophée Lalique.
Le septième Trophée de France est organisé du 18 au 21 novembre 1993 au palais omnisports de Paris-Bercy.

## Résultats

### Messieurs
| Rang | Nom                    | Pays        | Points | Prog. court | Prog. libre |
| ---- | ---------------------- | ----------- | ------ | ----------- | ----------- |
| 1    | Todd Eldredge          | États-Unis  | 2.5    | 1           | 2           |
| 2    | Philippe Candeloro     | France      | 3.5    | 5           | 1           |
| 3    | Vyacheslav Zahorodnyuk | Ukraine     | 4.0    | 2           | 3           |
| 4    | Igor Pashkevich        | Russie      | 5.5    | 3           | 4           |
| 5    | Dmytro Dmytrenko       | Ukraine     | 8.0    | 4           | 6           |
| 6    | Nicolas Pétorin        | France      | 9.5    | 9           | 5           |
| 7    | Thierry Cérez          | France      | 10.5   | 7           | 7           |
| 8    | Alexandre Orset        | France      | 13.0   | 10          | 8           |
| 9    | Mirko Eichhorn         | Allemagne   | 13.0   | 8           | 9           |
| 10   | Oula Jääskeläinen      | Finlande    | 13.0   | 6           | 10          |
| 11   | Marius Negrea          | Roumanie    | 16.5   | 11          | 11          |
| 12   | Brent Frank            | Canada      | 18.5   | 13          | 12          |
| 13   | Fumihiro Oikawa        | Japon       | 20.0   | 14          | 13          |
| 14   | John Martin            | Royaume-Uni | 20.0   | 12          | 14          |

### Dames
| Rang | Nom                | Pays        | Points | Prog. court | Prog. libre |
| ---- | ------------------ | ----------- | ------ | ----------- | ----------- |
| 1    | Surya Bonaly       | France      | 1.5    | 1           | 1           |
| 2    | Mila Kajas         | Finlande    | 4.0    | 4           | 2           |
| 3    | Lisa Sargeant      | Canada      | 4.5    | 3           | 3           |
| 4    | Simone Lang        | Allemagne   | 6.0    | 2           | 5           |
| 5    | Nicole Bobek       | États-Unis  | 8.0    | 8           | 4           |
| 6    | Laëtitia Hubert    | France      | 8.5    | 5           | 6           |
| 7    | Charlene Von Saher | Royaume-Uni | 10.0   | 6           | 7           |
| 8    | Junko Yaginuma     | Japon       | 12.5   | 7           | 9           |
| 9    | Nathlie Krieg      | Suisse      | 14.0   | 12          | 8           |
| 10   | Ludmila Ivanova    | Ukraine     | 15.0   | 10          | 10          |
| 11   | Tatiana Rachkova   | Russie      | 15.5   | 9           | 11          |
| 12   | Alice Sue Claeys   | Belgique    | 17.5   | 11          | 12          |
| 13   | Laëtitia Bajot     | France      | 19.5   | 13          | 13          |

### Couples
| Rang | Nom                                   | Pays        | Points | Prog. court | Prog. libre |
| ---- | ------------------------------------- | ----------- | ------ | ----------- | ----------- |
| 1    | Natalia Mishkutionok / Artur Dmitriev | Russie      | 1.5    | 1           | 1           |
| 2    | Marina Eltsova / Andrei Bushkov       | Russie      | 3.0    | 2           | 2           |
| 3    | Jenni Meno / Todd Sand                | États-Unis  | 5.0    | 4           | 3           |
| 4    | Karen Courtland / Todd Reynolds       | États-Unis  | 5.5    | 3           | 4           |
| 5    | Jackie Soames / John Jenkins          | Royaume-Uni | 7.5    | 5           | 5           |
| 6    | Jodeyne Higgins / Sean Rice           | Canada      | 9.5    | 7           | 6           |
| 7    | Mandy Kennebauer / Marno Kreft        | Allemagne   | 10.0   | 6           | 7           |
| 8    | Sarah Abitbol / Stéphane Bernadis     | France      | 12.0   | 8           | 8           |
| 9    | Sophie Guestault / François Guestault | France      | 13.5   | 9           | 9           |

### Danse sur glace
| Rang | Nom                                      | Pays       | Points | Danse imposée 1 | Danse imposée 2 | Danse originale | Danse libre |
| ---- | ---------------------------------------- | ---------- | ------ | --------------- | --------------- | --------------- | ----------- |
| 1    | Irina Lobatcheva / Ilia Averboukh        | Russie     | 2.0    | 1               | 1               | 1               | 1           |
| 2    | Elizabeth Punsalan / Jerod Swallow       | États-Unis | 4.0    | 2               | 2               | 2               | 2           |
| 3    | Marina Anissina / Gwendal Peizerat       | France     | 6.0    | 3               | 3               | 3               | 3           |
| 4    | Bérangère Nau / Luc Moneger              | France     | 8.0    | 4               | 4               | 4               | 4           |
| 5    | Jennifer Boyce / Michel Brunet           | Canada     | 10.0   | 5               | 5               | 5               | 5           |
| 6    | Agnieszka Domańska / Marcin Głowacki     | Pologne    | 12.0   | 6               | 6               | 6               | 6           |
| 7    | Diane Gerencser / Alexander Stanislavov  | Suisse     | 14.4   | 8               | 8               | 7               | 7           |
| 8    | Barbara Minorini / Andrea Gilardi        | Italie     | 17.0   | 9               | 9               | 9               | 8           |
| 9    | Svetlana Chernikova / Alexander Sosnenko | Ukraine    | 17.6   | 7               | 7               | 8               | 10          |
| 10   | Isabelle Pecheur / Rémi Jacquemard       | France     | 19.0   | 10              | 10              | 10              | 9           |

## Sources
- (en) « COMPETITION RESULTS, TROPHY LALIQUE, PARIS, FRANCE, NOVEMBER 19-21, 1993 », sur usfsa.xmlmanager.qg.com
- Patinage Magazine N°40 (Décembre 1993-Janvier/Février 1994)